# Pattinaggio di velocità ai V Giochi olimpici invernali - 10000 m maschile
La competizione dei 10000 m maschili di pattinaggio di velocità dei V Giochi olimpici invernali si è svolta il giorno 4 febbraio 1948  sulla pista del Badrutts-Park.

## Risultati
| Pos.    | Atleta             | Nazione        | Tempo   |
| ------- | ------------------ | -------------- | ------- |
| Oro     | Åke Seyffarth      | Svezia         | 17'26"3 |
| Argento | Lauri Parkkinen    | Finlandia      | 17'36"0 |
| Bronzo  | Pentti Lammio      | Finlandia      | 17'42"7 |
| 4       | Kornél Pajor       | Ungheria       | 17'45"6 |
| 5       | Kees Broekman      | Paesi Bassi    | 17'54"7 |
| 6       | Jan Langedijk      | Paesi Bassi    | 17'55"3 |
| 7       | Odd Lundberg       | Norvegia       | 18'05"8 |
| 8       | Harry Jansson      | Svezia         | 18'08"0 |
| 9       | Rune Hammarström   | Svezia         | 18'39"6 |
| 10      | Max Stiepl         | Austria        | 19'25"5 |
| 11      | John Werket        | Stati Uniti    | 19'44"0 |
| 12      | Pierre Huylebroeck | Belgio         | 19'54"8 |
| 13      | Craig MacKay       | Canada         | 20'15"5 |
| 14      | Antonius Huiskes   | Paesi Bassi    | 20'16"4 |
| 15      | Iván Ruttkay       | Ungheria       | 20'16"5 |
| 16      | Janós Kilián       | Ungheria       | 20'23"8 |
| 17      | Sonny Rupprecht    | Stati Uniti    | 21'20"3 |
| 18      | Arthur Seaman      | Stati Uniti    | 21'34"8 |
| 19      | Richard Solem      | Stati Uniti    | 26'22"4 |
| -       | Hjalmar Andersen   | Norvegia       | DNF     |
| -       | John Cronshey      | Gran Bretagna  | DNF     |
| -       | Göthe Hedlund      | Svezia         | DNF     |
| -       | Henry Howes        | Gran Bretagna  | DNF     |
| -       | Kalevi Laitinen    | Finlandia      | DNF     |
| -       | Reidar Liaklev     | Norvegia       | DNF     |
| -       | Henry Wahl         | Norvegia       | DNF     |
| -       | Vladimír Kolář     | Cecoslovacchia | DQ      |